# Метох (Нова Пропонтида)
Метох (грч. Μετόχι, Метохи) је приморско насељено место у општини Нова Пропонтида у периферији Средишња Македонија, Грчка. Према попису из 2021. године било је 110 становника.
Насеље је подигнуто осамдесетих година и први пут се помиње на попису из 1991. године са 105 становника.